# Krauss-Lotter-Gestell

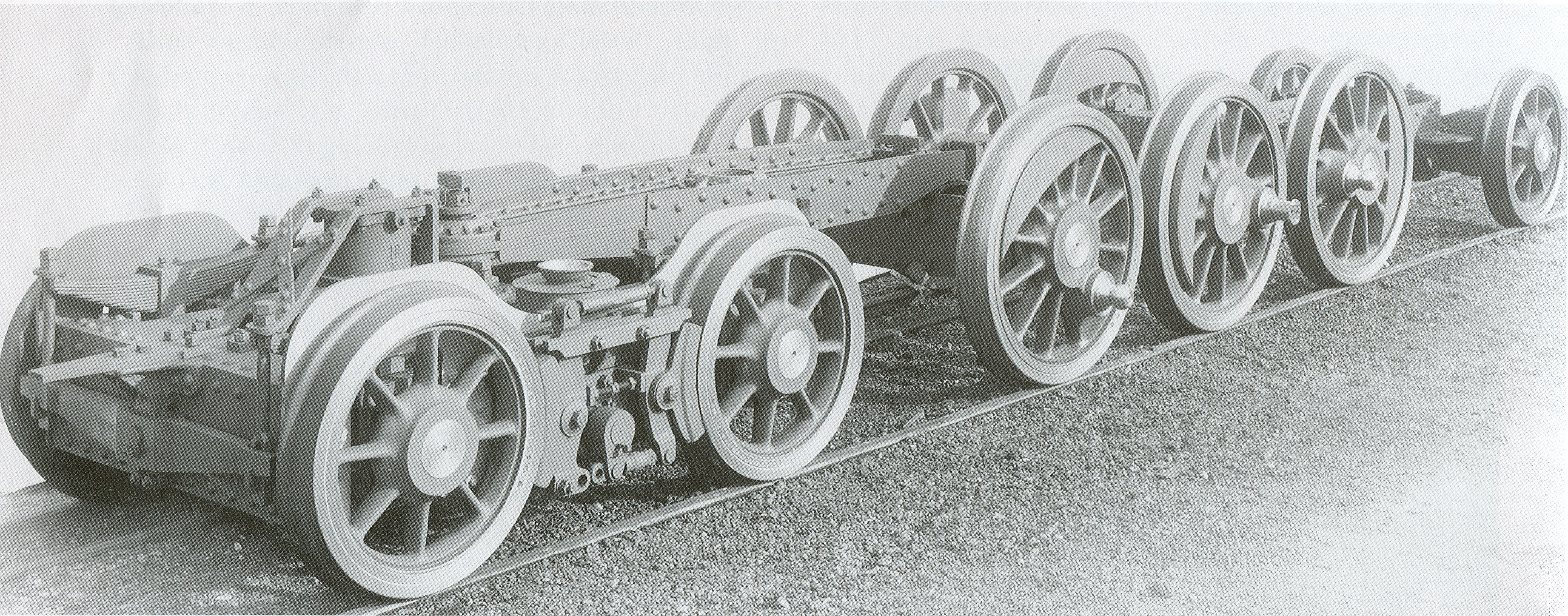
Foto der Achsgruppe der E 36 mit vorderem Krauss-Lotter-Gestell

Das Krauss-Lotter-Gestell ist eine Abart des Krauss-Helmholtz-Lenkgestells und wurde speziell in Bayern und Preußen für Elektrolokomotiven mit Stangenantrieb angewandt. Der Unterschied zu einem Fahrzeug mit führendem Laufdrehgestell und dem Krauss-Lotter-Gestell ist der, dass das führende Laufdrehgestell mit dem ersten Kuppelradsatz durch einen kräftigen Schwenkhebel verbunden ist. Dieser Schwenkhebel war über einen Drehzapfen, der im Hauptrahmen der Lokomotive gelagert war, drehbar gelagert. Die Beweggründe zur Konstruktion waren, dass die Radsätze im Lotter-Gestell einen wesentlich geringeren Anlaufwinkel als bei dem Krauss-Helmholtz-Lenkgestell besitzen.
Erfunden wurde dieses Gestell von Georg Lotter, der als Chef der Konstruktionsabteilung von Maffei in München sehr viel Wert auf einen guten Fahrzeuglauf, speziell in engen Gleisbögen legte. Das Krauss-Lotter-Gestell galt als eine laufruhige und gleisschonende Konstruktion, war aber teurer als das Krauss-Helmholtz-Lenkgestell und stellt an die Wartung höhere Ansprüche. Dies erklärt auch die Anwendung bei Lokomotiven, die hauptsächlich auf den Strecken Freilassing-Bad Reichenhall, Bad Reichenhall-Berchtesgaden und der Schlesischen Gebirgsbahn verkehrten, also auf kurvenreichen Strecken. Im Jahr 1921 erhielt Lotter vom Verein Deutscher Eisenbahnverwaltungen einen Preis für die guten Erfahrungen, die man mit seinem Drehgestell auf bayrischen und preußischen Bahnen gemacht hatte.
Eingesetzt war das Krauss-Lotter-Gestell auf folgenden elektrischen Lokomotiven:
- Bayerische EP 3 (DR-Baureihe E 36),
- Bayerische EP 4 (DR-Baureihe E 362),
- DR-Baureihe E 79,
- Preußische EP 235 (DR-Baureihe E 50).

Die Preußische EP 235 war die erste elektrische Lokomotive dieser Radsatzfolge in Europa. Im Dampflokomotivbau kam diese Konstruktion dagegen so gut wie gar nicht vor. Es ist nur ein Fall bekannt, dass eine Dampflokomotive ein Krauss-Lotter-Gestell getragen hatte, dies war die von Maffei an die Tegernseebahn 1943 gelieferte Tenderlokomotive TAG 8. Diese mit der Achsfolge Adriatic gebaute Dampflok erhielt beim Bau das ausgebaute Krauss-Lotter-Gestell einer damals kriegsbedingt abgestellten E 79. Laut Literatur soll der Lauf der Lokomotive bei 100 km/h ausgezeichnet ruhig gewesen sein.